# Bière japonaise
Vous pouvez aider à l'améliorer ou bien discuter des problèmes sur sa page de discussion.
- Il ne cite pas suffisamment ses sources. Vous pouvez indiquer les passages à sourcer avec {{référence nécessaire}} ou {{Référence souhaitée}}, et inclure les références utiles en les liant aux notes de bas de page. (Marqué depuis mars 2021)
- Il contient une ou plusieurs listes. Le texte gagnerait à être rédigé sous la forme d’un ou plusieurs paragraphes synthétiques, afin d’être plus agréable à lire. (Marqué depuis mars 2021)

- Archive Wikiwix
- Bing
- Cairn
- DuckDuckGo
- E. Universalis
- Gallica
- Google
- G. Books
- G. News
- G. Scholar
- Persée
- Qwant
- (zh) Baidu
- (ru) Yandex
- (wd) trouver des œuvres sur Wikidata

La bière japonaise relève d'une tradition ancienne pour les bières traditionnelles, auxquelles s'ajoutent depuis le XIXe siècle des bières occidentales ou classiques qui y sont brassées. L'industrie de la brasserie aujourd'hui fait du Japon non seulement un important consommateur, mais aussi un très important producteur de bière. Cinq brasseries se partagent aujourd'hui l'essentiel de ce marché.

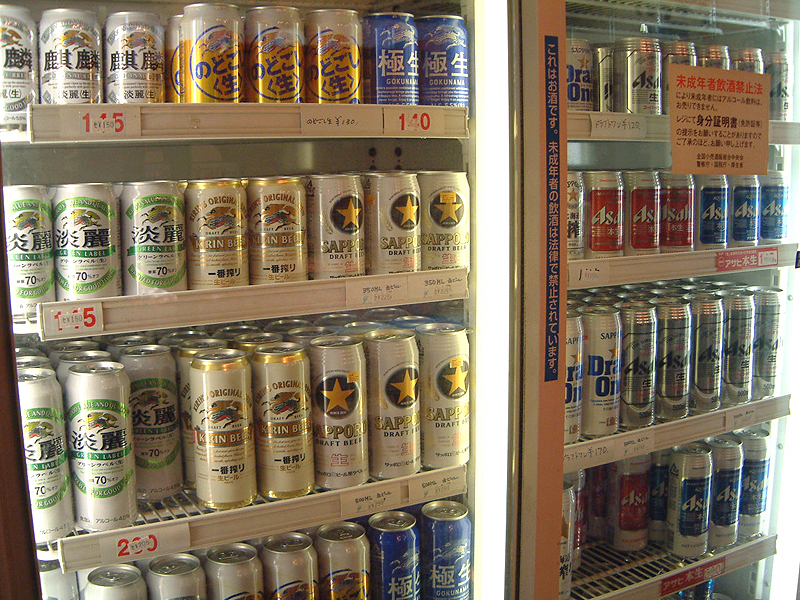
Sélection de bières

## Histoire
L'origine de la bière japonaise remonte à l'Époque d'Edo quand les Hollandais ouvrirent des salles pour les marins qui travaillaient sur la route commerciale entre le Japon et l'Empire hollandais ; un lettré japonais (蘭学者, rangakusha) s'y intéressait aussi. Ce n'est qu'à la fin du XIXe siècle, lors d'échange commerciaux accrus entre le Japon et l'Allemagne et les États-Unis, que des brasseries industrielles voient le jour. 
William Copland (1832-1902), un Norvégien naturalisé Américain ayant étudié en Allemagne, brasse la première bière japonaise récente en 1869 à Yokohama dans sa brasserie Spring Valley Buruwari : la Tennuma No Bia (天沼のビア, « Bière de Tennuma »). À la suite de ce lancement réussi, un Japonais ayant étudié en Angleterre, installe en 1877 sa brasserie Sapporo (札幌, 14,6 % du marché) à Sapporo ; il sera suivi par : Ebisu (エビス) et Kirin (キリン, 34,4 % du marché) à Tôkyô en 1887, Asahi (朝日, 39,5 % du marché et 9e à l'échelle mondiale) en 1889 et Suntory (サントリー, 10 % du marché) en 1899 à Osaka et Orion (オリオン, 0,8 % du marché) à Okinawa en 1957.

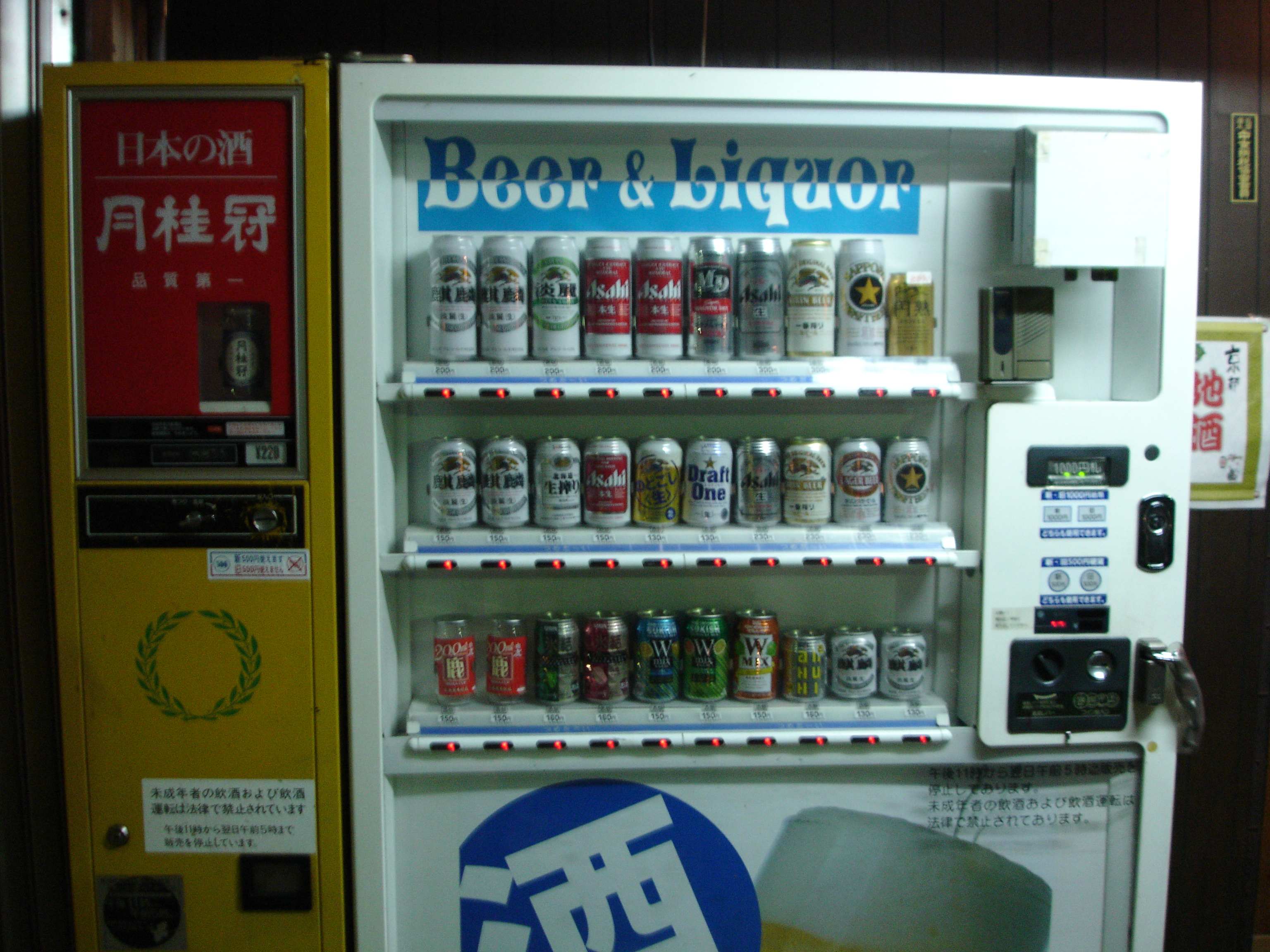
Distributeur automatique

La première canette de bière japonaise est sortie en 1958 et les premiers distributeurs à boisson furent lancés en 1967. 
À partir de 1987, la Dry Senso (ドライ戦争, dorai sensō', « guerre dry ») fait rage, à la suite de l'invention et de la commercialisation de l'Asahi Super Dry, première bière dry. Kirin répondit à Asahi en lançant un produit concurrent (Kirin Dry) en 1988 suivi par Sapporo (avec Sapporo Dry) et Suntory (Suntory Dry). Mais Asahi devait conserver son monopole (et étendre sa part de marché de 10 à 40 %) et les autres brasseries se lancèrent alors dans un nouveau genre de bière : happoshu et happousei. Ces brassins commerciaux japonaise sont exportés surtout en Asie du Sud-Est et leurs usines se propagent dans le monde entier. 
Depuis 1994, avec l'assouplissement des lois sur l'alcool et notamment sur la quantité en volume produite (60 000 litres au lieu de 2 000 000), un certain nombre de microbrasseries sont apparues sur le marché (environ 200). Elles produisent des bières appelées ji ou chi bīru (地 ビール) - soit « bière régionale » - bien que le terme de craft beer (kurafuto bia) - soit « bière artisanale » - le remplace souvent. 
La bière, bien que fortement taxée à 45,1 %, occupe au Japon la première place du marché des alcools. En 1995, les « bières du deuxième type » (第２のビール, Dai 2 no bīru) font leur apparition et sont qualifiées de Happōshu (発泡酒, « alcool pétillant ») : du gaz carbonique est injecté et remplace la fermentation, réduisant le coût de fabrication et le prix de vente.
À la suite de l’augmentation des taxes sur les alcools de 2003, les « bières du troisième type » (第３のビール, Dai 3 no bīru) apparaissent en 2004, mais n'ayant plus que le goût, la couleur et l'alcool de la bière. Les ingrédients sont en effet différents afin d'échapper à la taxation des boissons maltées : le malt est remplacé par le soja ou pois chinois, le riz, le maïs, etc. La taxe sur la bière au Japon est la plus forte pour les boissons alcoolisées et la taxe sur la bière est une des plus élevées au monde, par exemple 15 fois plus forte qu'en Allemagne en 2008
Le phénomène du brassage amateur est également en expansion récente, malgré des lois très strictes en la matière. 
Dernier avatar commercial paru en 2010, les kodomobīru (こどもびいる, « bières pour enfants »), sorte de boisson non alcoolisée ayant l'apparence de la bière et destinée aux enfants.

## Types de bières

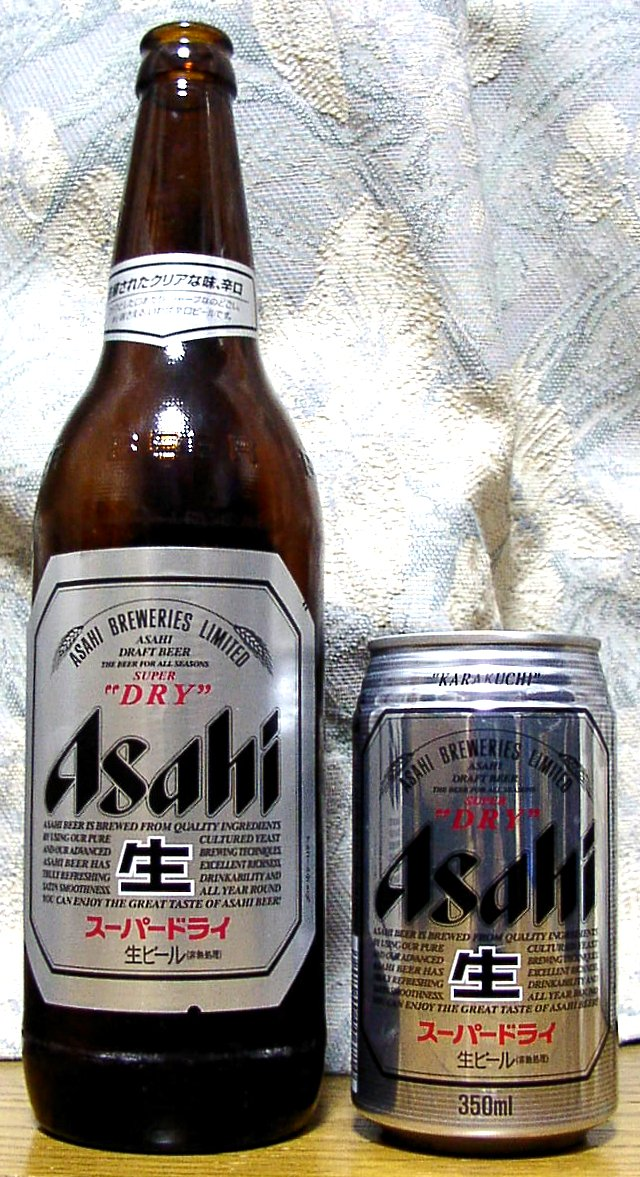
Bières Asahi, meilleure vente.

On y retrouve 85 types de bières, soit la plupart des germaniques et américains, mais avec des particularités insulaires du fait de l'adjonction de riz, de patate douce, de soja, etc. On trouve aussi des appellations locales telles : Nama beer (bière pression non filtrée) ou draft beer, dry beer (bière light)...
Les bières sont classées fiscalement au Japon selon le pourcentage de malt contenu. La bière (ビール, bīru), contient au minimum 67 % de malt et constitue la seule bière légalement parlant. L'happōshu, depuis les années 1990, est une boisson maltée avec moins de 67 % de malt ou contenant des ingrédients alternatifs au malt, maïs, houblon, patate douce, riz, kaoliang, amidon, sucre, etc. Dans cette dernière catégorie, se trouvent l'happōsei (発泡性), boisson très peu maltée appelée aussi liqueur (リキュール, rikyūru) et la third beer (第三のビール, dai-san no bīru, « 3e bière »), ou shin janru (« nouveau genre »), panaché de bière non maltée et d'autres alcools. 
Pour des raisons de prix de vente au consommateur, il n'est pas rare de rencontrer au Japon au sein de la même marque plusieurs types de boissons apparentées à la bière dont les prix sont inversement proportionnels à la quantité de malt.

## Brasseries
- Asahi Breweries
- Kiuchi Brewery,
- Kirin Brewery Company,
- Sapporo,
- Suntory

## Microbrasseries
- Taisetsu Ji Bīru (大雪地ビール), (Asahikawa, Hokkaido)
- Furano Ji Bakushu (富良野地麦酒), (Furano, Hokkaido)
- Okhotsk Bīru (オホーツクビール), (Kitami, Hokkaido)
- Tokachi Bīru (十勝ビール), (Obihiro, Hokkaido)
- Otaru Bīru (小樽ビール), (Otaru, Hokkaido)
- Kamui Bīru (カムイビール), (Iwamizawa, Hokkaido)
- Onuma Bīru (大沼ビール), (Nanae, Hokkaido)
- Hakodate Bīru (はこだてビール), (Hakodate, Hokkaido)
- Tazawako Bīru (田沢湖ビール), (Senboku, Akita)
- Ginga Kogen Bīru (銀河高原ビール), (Nishiwaga, Iwate)
- Miyamori Bīru (みやもりビール), (Miyamori village, Iwate)
- Echigo Beer (エチゴビール), (Niigata)
- Nasu Kogen Bīru (那須高原ビール), (Nasu, Tochigi)
- Kiuchi Brewery (木内酒造), (Naka), producteur de Hitachino Nest Beer
- Sankt Gallen Brewing (サンクトガーレン), (Atsugi, Kanagawa)
- Gotemba Kogen Bīru (御殿場高原ビール), (Gotenba, Shizuoka)
- Baird Brewing Company (合資会社ベアードブルーイング), (Numazu, Shizuoka)
- Outsider Brewery (アウトサイダー ブルワリー), (Kofu, Yamanashi)
- Yo-Ho Brewing (ja) (ヤッホー・ブルーイング), (Karuizawa, Nagano)
- Nagahama Roman Bīru (長浜浪漫ビール), (Nagahama, Shiga)
- Minoh Brewery (箕面ブリュワリー), (Minoh, Osaka)
- Awaji Bīru (あわぢビール), (Awaji-shima, Hyogo)
- Rokko Biru (六甲ビール), (Kobe, Hyogo)
- Doppo (独歩), (Okayama)
- Matsue Ji Bīru (松江地ビール), (Matsue, Shimane)
- Daisen G Bīru (大山Gビール), (Hōki, Tottori)
- Hideji Bīru ひでじビール, (Nobeoka, Miyazaki)
- Zumona Bīru (ズモナビール), (Tono, Iwate)
- Ishigakijima Bīru (石垣島ビール), Dachsbräu (ile de Ishigaki), depuis 1997
- Nihehdeh Bīru (にふぇーでーびーる), (Okinawa), depuis 2001
- Miyakojima Ji Bīru (宮古島地ビール), (ile de Miyako), depuis  2010
- Helios Bīru (ヘリオスビール), (Okinawa), depuis 1996